# Ajaniopsis
Ajaniopsis, monotipski biljni rod iz porodice Compositae čija je jedina vrsta, A. penicilliformis, 5 do 10 centimetara visoka zeljasta biljka žutih cvjetova, koja raste jedino na Tibetu, na visinma od 4600-5000. metara.
Rod je opisan 1978. i smješten u tribus Anthemideae.